# 青花加彩
青花加彩為青花瓷的一種裝飾技法，由釉下青花與釉上彩組合而成。在起自身演化中，技法從單一到繁複，釉上彩由單色到多色。在此以釉上加彩數量分類為：青花單彩（如青花金彩、青花紅彩等）、青花雙彩（如青花紅綠彩、青花黃綠彩）、青花五彩（泛指使用三種以上的釉彩）。

## 技術前提

### 青花雙勾填色技法的出現
在宣德朝，雙勾填色技法為青花瓷的主要畫法，但僅有部分的青花加彩瓷使用釉下青花勾勒線條、釉上彩填色的鬥彩技法。至成化年間，雙勾填色技法已經是青花瓷的基本畫法，而青花加彩瓷也大多採用前述的鬥彩技法。由於青花和青花加彩使用雙勾填色筆法具有一致性，可以推斷青花瓷的雙勾填色技法為青花加彩的技術前提。

### 釉上五彩工藝的成熟
釉上五彩的工藝技術發展至元代時已十分成熟，可視為青花五彩的技術基底。

### 複合彩方法的創造
複合彩的生產步驟為，首先燒出釉下彩後，接著以釉上彩繪畫，再經過第二次燒製而成。此工藝由宋元磁州窯創造，元代景德鎮窯受此裝飾方法影響，後來便應用於青花瓷。

## 發展歷程

### 明早期（永樂、宣德年間）
青花瓷最初在元代創燒乃至於趨近成熟，永樂朝的青花瓷在此基礎上，出現一種在青花之上添加金彩的裝飾手法，是首次出現的青花加彩，稱作青花金彩。此時青花加彩的初始品類還有青花紅彩與青花紅綠彩，但直到宣德朝才有較多的產量。
其中，青花紅彩作品相較於先前的青花釉裡紅，較容易成功，品質也更加穩定。在裝飾上，從青花與釉上紅彩之比例來看，有的以青花為主，有的則以紅彩為重，如海水海獸紋杯就有兩種裝飾，一種青花畫海水、紅彩畫海獸，另一種則相反。此外，兩者各自發展其獨立的紋飾以構成圖面，與後來成化年間的鬥彩相比，其配合度並不密切。而在宣德朝以後，青花紅彩作為傳統的品類，各代皆有仿製但風格有別。
最後，從文獻紀載與實物資料上都證明了宣德年間已有成熟的青花五彩，但仍處於初創階段，因此，多樣的裝飾手法為此時特點，分為兩類：一類則以青花勾勒輪廓線，再使用釉上彩填入顏色，後來演變出成化鬥彩；另一類由青花和釉上彩各自獨立繪畫出紋飾的局部，拼逗出整個紋飾，後來則演變為嘉靖、萬曆五彩。現存文物的主題紋飾皆為蓮池鴛鴦紋，後代多有仿製，但紋飾畫法與畫面結構逐漸不同。

### 明中期（成化）
明中期官窯風格從恬靜輕盈的娟秀之美，轉變為雄渾瑰麗的陽剛之氣，以成化朝的發展最為突出特殊，狹義上會將成化官窯所生產的青花加彩稱為鬥彩，而廣義的鬥彩則指稱由釉下青花和釉上彩相互配合組成紋飾的工藝特徵，涵蓋所有青花加彩。
而成化鬥彩除了承襲宣德五彩的青花雙勾後釉上彩填色這一基本畫法之外，還增加了點彩（在青花紋飾上加繪釉上彩彩點）、染彩（在青花輪廓外側渲染釉上彩）、覆彩（在繪成的青花紋飾上覆蓋釉上彩）等方法，此時的釉色也非常豐富，有十多種，基本色調中又分成幾種，器型多輕盈小巧，裝飾風格則帶有詩意般的典雅精緻。

### 明後期（嘉靖、萬曆）
明後期的青花加彩分為仿成化朝為主的鬥彩，以及源自宣德朝卻又自成風格的青花五彩。
嘉靖與萬曆朝的青花五彩以繁縟華麗、熱情奔放為特徵，注重裝飾性和畫面的整體效果，此時期的青花五彩有一部分作為貿易瓷，如嘉靖五彩魚藻紋壺／罐，在日本白鶴美術館、日本福岡市美術館、日本畠山記念館、美國大都會美術館皆有看到類似的紋樣，且對日本、東南亞、西亞乃至歐洲的藝術瓷生產都有重大影響。在繪畫方法上，少見青花雙勾釉上彩填色的作法，而是分別用青花雙勾並填色和釉上彩雙勾並填色組成畫面，既繼承了傳統青花五彩工藝，也有創新的改良，將釉彩與胎體裝飾結合，使用堆貼、雕塑、鏤空、刻畫等方法，使裝飾從平面走向
立體，更具視覺衝擊力。
此外，也因生產瓷器上分工的細化，讓此時期的裝飾紋樣朝向圖案化發展，且由於每個工匠只知道自己所畫的內容，重複繪畫使他們的技巧日益純熟，然而，紋飾間的相互配合生硬，畫面顯得鬆散，繪畫方法呈現工匠化，最後，分工的細化也導致整個製作過程幾乎如工業製程般，雖提高工作效率，也遏止工匠的創造力。

## 影響
由於以朝鮮窯業技術為基礎的有田燒瓷器並沒有「色繪」技術，然而，日本上流階層從16世紀以來就有使用中國「色繪」（釉上彩）瓷器的習慣，1644年前後，明末內亂使得中國瓷器輸出銳減，日本國內市場便開始自行嘗試生產，以取代中國色繪瓷器的迫切需求，便有了裝飾技術的革新，也就是「色繪」（釉上彩）技術的出現，初期多模仿中國外銷瓷的裝飾風格，後來逐漸發展出其獨特風格。

## 重要作品

### 明永樂 青花描金卷草蓮塘碗
高6.5公分,口徑25.0公分,底徑5.5公分。
藏於臺北國立故宮博物院。

### 明宣德 青花描紅雲龍紋合碗
通蓋高10.2公分,碗高7.3公分,足徑9.7公分,口徑17.4公分,深6公分。
藏於臺北國立故宮博物院。

### 明宣德 鴛鴦蓮池紋盤
藏於景德鎮市陶瓷考古研究所。

### 明成化 鬥彩雞缸杯
高3.8公分,口徑8.1公分,底徑4公分。
藏於臺北國立故宮博物院。

### 明嘉靖 五彩魚藻紋罐
藏於大都會美術館。